# Opičí proces
Opičí proces (v USA známý jako Scopesův Opičí proces, oficiálně Tennessee v. Scopes) se stal zatím nejznámějším soudním procesem v historii, týkajícím se evolucionismu. V roce 1925 byl v městečku Dayton ve státě Tennessee obžalován středoškolský učitel John Thomas Scopes za porušení tzv. Butlerova zákona, zakazujícího výuku evoluce.
Scopes byl v tomto procesu shledán vinným a odsouzen k mírné pokutě, ale verdikt byl následně zrušen kvůli formálním nedostatkům, takže Scopes nebyl nikdy potrestán.
Již ve svém průběhu získal proces obrovskou publicitu a do malého města se hrnuli reportéři z celých Spojených států, aby zachytili souboj dvou proslulých právníků, zastupujících sporné strany. Byli jimi hluboce věřící William Jennings Bryan, trojnásobný kandidát Demokratů na úřad prezidenta USA (zastupující stát Tennessee), a slavný obhájce, agnostik Clarence Darrow (hájící Scopese).
Proces proti sobě postavil modernisty, tvrdící, že náboženství je v souladu s teorií evoluce, a fundamentalisty, trvající na tom, že slovo Boží, tak, jak je zjeveno v Bibli, pokrývá veškeré lidské poznání.
Proces byl tedy i jakýmsi náboženským či teologickým soubojem a soudem nad věrohodností moderní vědy, alespoň pokud jde o spor mezi kreacionisty a evolucionisty.
Ve své snaze zvrátit prostřednictvím státu a jeho zákonů trend, kdy výuka vědy a evoluce čím dál tím více ovlivňovala veřejné mínění, však fundamentalisté v soudní síni selhali.
Proces je velmi známý i díky divadelní hře Kdo seje vítr, která byla celkem čtyřikrát zfilmována (např. v roce 1960 se Spencerem Tracym v hlavní roli).

## Proč došlo k procesu
Celý proces vznikl v důsledku toho, že William Bell Riley, prezident Světové společnosti křesťanských fundamentalistů (anglicky World's Christian Fundamentals Association, dále jen WCFA) lobboval u státní legislativy za přijetí anti-evolucionistických zákonů a povedlo se mu uspět ve státech Florida, Oklahoma a 13. března 1925 i v Tennessee, kde byl přijat tzv. Butlerův zákon (podle navrhovatele Johna Washingtona Butlera), který zakazoval výuku evoluce.
Na to reagovala Americká unie občanských svobod (anglicky American Civil Liberties Union, dále jen ACLU) oznámením, že poskytne obhajobu komukoliv, kdo bude kvůli výuce evoluce obviněn.
Jistý George Rappleyea, který řídil několik místních dolů, přesvědčil skupinu podnikatelů v Daytonu, že kontroverznost takového procesu by městečku přinesla velmi prospěšnou publicitu. S jejich souhlasem pak zavolal svému příteli, čtyřiadvacetiletému Johnu Thomasu Scopesovi, který byl středoškolským učitelem biologie v Clark County, a požádal ho, aby v jedné ze svých tříd učil teorii evoluce.
Rappleyea poukázal na skutečnost, že zatímco „Butlerův zákon“ výuku evoluce zakazuje, stát požaduje, aby učitelé používali učebnice, které otevřeně popisují a schvalují teorii evoluce, takže je tedy fakticky nutí zákon překračovat.
Scopes uvedl, že si není jistý, zda skutečně vyučoval evoluci, ale že nicméně určitě evoluční kapitolu i graf se třídou prošli. Pak dodal: „Pokud můžete prokázat, že jsem tím učil evoluci, a že to opravňuje mě zažalovat, pak budu ochoten stanout před soudem“. Poté se stal čím dál tím více ochotnějším účastníkem celé akce, dokonce svědčil sám proti sobě a vyzýval žáky, aby vypovídali proti němu.

## Obvinění

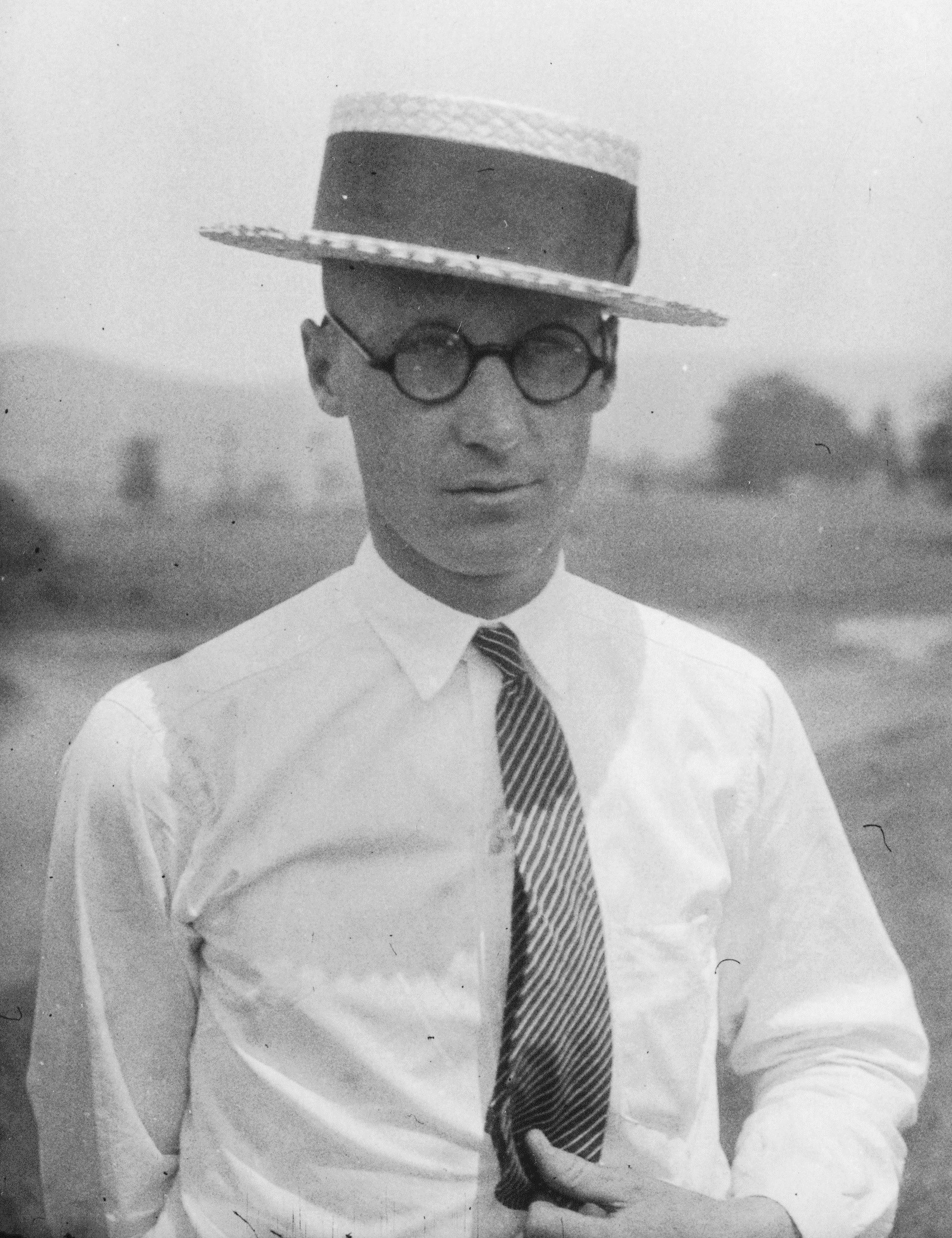
John Thomas Scopes v červenci 1925

Scopes byl zadržen a obviněn 5. května 1925 a obžalován 25. května poté, co tři studenti jeho výzvu uposlechli a svědčili proti němu před velkou porotou. Soudce John T. Raulston svolal velkou porotu neobvykle rychle a „doslova ji nutil Scopese obvinit, ačkoliv důkazy proti němu byly skrovné a nebylo jisté, zda výpovědi stačí k prokázání skutkové podstaty obvinění“.
Nakonec byl Scopes obviněn z toho, že dne 7. dubna 1925 učil evoluci podle kapitoly z učebnice, která obsahovala myšlenky pocházející z knihy Charlese Darwina O původu druhů, a tím porušil zákon. Následně byl formálně zatčen, ačkoliv nebyl nikdy uvězněn, byl totiž okamžitě propuštěn na kauci 100 dolarů, vyplacenou Paulem Pattersonem, majitelem listu Baltimore Sun.

## Žalobci
Protože poměrně volný a složitý právní systém USA má mnoho možností, došlo následně k velikému množství změn a přesunů různých person na obou stranách sporu. Původními státními žalobci (prokurátory) byli Herbert a Sue Hicksovi, místní právníci a Scopesovi přátelé.
Baptistický pastor William Bell Riley, zakladatel a prezident WCFA, se však začal ve sporu angažovat a přemluvil Williama Jenningse Bryana, trojnásobného kandidáta na úřad prezidenta USA, aby do sporu vstoupil jako právní zástupce WCFA. Státní žalobce Sue Hicks následně Bryanovi nabídl, aby se stal spolupracovníkem prokuratury a Bryan ochotně přijal, ačkoliv se již dlouho zabýval výlučně politikou a žádný právní případ neměl již třicet šest roků.
Scopes uvedl: „Poté, co byl Bryan jmenován státem jako mimořádný prokurátor kauzy, nebyla vůbec žádná naděje na to, že by se spor udržel v mezích ústavnosti.“
Tým žalobců nakonec vedl Tom Stewart, okresní prokurátor pro 18. obvod a pozdější senátor USA, a dále v něm byli Herbert a Sue Hicksovi, Ben B. McKenzie a jako zvláštní prokurátor William Jennings Bryan.

## Obhájci
Původce celého procesu, George Rappleyea, snažící se o co největší publicitu, oslovil nejdříve tehdy velmi populárního anglického spisovatele Herberta George Wellse (jehož evolucionistická kniha Dějiny světa byla v té době jednou z nejprodávanějších knih na světě vůbec), aby se připojil k týmu obhájců. Wells nabídku odmítl s poukazem na to, že nemá vůbec žádné právnické vzdělání ani ve Velké Británii, natož v USA.
Zato John R. Neal, profesor práva z Knoxville, prohlásil, že bude hájit Scopese, i kdyby nechtěl, a stanul v čele týmu obhajoby.
V reakci na jmenování Bryana „zvláštním prokurátorem“ nabídl obhajobě své služby proslulý obhájce a agnostik Clarence Darrow. Po mnoha změnách se nakonec tým obhajoby ustálil ve složení: Clarence Darrow, Arthur Garfield Hays (právník ACLU) a Dudley Field Malone, mezinárodní rozvodový právník, který pracoval na ministerstvu zahraničí v době, kdy byl Bryan ministrem.

## Medializace procesu
Proces byl sledován nejznámějšími reportéry USA i celého světa, mj. i H. L. Menckenem z listu Baltimore Sun, který hradil část nákladů obhajoby. A byl to právě Mencken, který poskytl procesu jeho nejkřiklavější titulek „Opičí proces s bezvěrcem Scopesem“.
Vzhledem k popularitě žalobce Bryana a obhájce Darrowa se stal proces také prvním soudním řízením v USA, přenášeným rádiem po celé zemi.
Do Daytonu přijelo i mnoho aktivistů z obou táborů a nakonec bylo v době procesu v městečku se 1 756 obyvateli přes 5 000 lidí, přičemž atmosféra připomínala karneval.

## Proces

### Soudce a porota
Předsedající soudce John T. Raulston byl v průběhu procesu obviňován z podjatosti a mezi ním a obhájcem Darrowem docházelo po celou dobu k ostrým střetům. Hned na počátku Raulston citoval knihu Genesis a Butlerův zákon a varoval porotu, aby nerozhodovala o zákonu (což by se mohlo stát ohniskem sporu), ale o tom, zda byl porušen, což označoval za „závažný přečin“.
Sám hlavní porotce nebyl přesvědčen o správnosti Butlerova zákona, ale jako většina poroty se přizpůsobil soudcovým pokynům. V porotě zasedalo šest baptistů, čtyři metodisté, jeden člen církve Campbellitánští učedníci Krista a jen jeden člověk, který se nehlásil k žádné církvi.

### Strategie
ACLU původně zamýšlela postavit se proti Butlerovu zákonu s odůvodněním, že porušuje osobní práva učitelů a akademické svobody, a proto je protiústavní. Během stání však Darrow původní strategii ACLU opustil a napadl princip doslovného výkladu Bible, stejně tak jako omezené znalosti prokurátora Bryana, co se týče vědy i jiných náboženství. K výchozí strategii se vrátil až při pozdějším odvolacím řízení, kde tvrdil, že původní proces byl neplatný, neboť Butlerův zákon zvýhodňoval konkrétní náboženskou skupinu, což bylo protiústavní.
Během procesu se Darrow nejdříve pokusil argumentovat tím, že evoluce a stvoření, tak jak je popsáno v Bibli, vlastně nejsou vůbec v žádném rozporu (úhel pohledu, později označovaný jako teistický evolucionismus). Na podporu tohoto tvrzení povolal osm známých vědců, zabývajících se teorií evoluce.
Žalobce Bryan v souladu se strategií prokurátora Stewarta tvrdil, že nabízená vědecká svědectví jsou nepodstatná, neboť nemají žádný vztah k faktu, zda Scopes učil nebo neučil ve škole evoluci. Později se však sám nechal Darrowem zatáhnout do velmi sofistikovaného sporu.

### Průběh procesu
Ze všech svědků obhajoby soudce dovolil vypovídat pouze zoologu Maynardu Metcalfovi a ostatním vědcům povolil pouze předložit písemná vyjádření k věci, aby mohly být použity při případném odvolání. I tak následně Raulston prohlásil všechna svědectví obhajoby, týkající se Bible, za irelevantní a zakázal je předložit porotě, která byla během obhajoby z jednání vyloučena. Přes soudcovu snahu směrovat proces pouze k prokázání faktu, zda byl či nebyl porušen Butlerův zákon, mělo jednání mnoho dramatických zvratů a zaznělo v něm mnoho pozoruhodných argumentů, typických pro fundamentalismus, modernismus i agnosticismus.
Ačkoliv by pro obžalobu bylo jistější držet se jen skutkové podstaty Scopesova obvinění, byl to právě Bryan, který chtěl, aby proces vyzněl jako odsouzení celého evolucionismu, a Darrow na tuto hru přistoupil.
Na podporu svého tvrzení, že výuka evoluce je morálně zhoubná, např. Bryan citoval slavný proces Leopold vs. Loeb, v němž sám Darrow jen o rok dříve zachránil před trestem smrti dva mladíky, obviněné z vraždy teenagera, a to argumentací, že jen vzali vážně Nietzscheho filosofii, která jim byla přednášena na univerzitě, a začali se pod jejím vlivem formovat do pozice nadlidí.
Dále si Bryan stěžoval na to, že evoluce učí děti, že lidé jsou jen jedním „ze 35 000 druhů savců“ a pohoršoval se, že tvrdí i takové věci, jako že se lidé vyvinuli „dokonce nikoliv z americké opice, ale z nějaké staré opice světové!“
Obhájce Malone odpověděl projevem, obecně považovaným za řečnický triumf procesu. Vyjadřoval v něm obavy z „inkvizitorství“ a argumentoval, že Bible by měla být používána v oblasti teologie a morálky, ale nikoliv stavěna do cesty vědě. V závěru Malone prohlásil, že Bryanův „boj na život a na smrt“ proti evoluci by neměl jednostranně ovlivnit soud natolik, že upře obhajobě její hlavní svědky. Sliboval, že v případě jejich svědectví nepůjde o žádný duel, neboť „pravdu není možno vyzvat na souboj“.
Maloneova řeč vzbudila v soudní síni bouřlivé reakce a Scopes ji označil za „dramatický zlatý hřeb celého procesu“. Tvrdil také, že jediný důvod, proč chtěl Bryan ještě poté znovu předstoupit před soud, byla snaha získat zpět alespoň trochu z jeho poskvrněné slávy. Soudce však svůj odpor vůči svědectvím vědců nezměnil.

### Bryan vs. Darrow
Šestý den procesu obhajobě došli svědkové, a proto sedmého dne požádala obhajoba soudce, aby když jsou její vlastní svědci prohlašováni za irelevantní, předvolal samotného Bryana, jako svědka v otázkách týkajících se Bible. To plánoval Darrow již den předem, kdy označil Bryana za „experta na Bibli“, a na konfrontaci s Bryanem se důkladně připravil.
Tento krok všechny přítomné překvapil, protože Bryan v procesu zastupoval obžalobu a sám se nikdy za experta na Bibli neoznačoval, ačkoliv se svou znalostí Bible vychloubal. Bryan souhlasil pod podmínkou, že následně i on bude moci vyslechnout Darrowa.
Celá Bryanova výpověď, která se kvůli mimořádnému vedru odehrála na trávníku před budovou soudu za asistence přihlížejících davů, se pak točila kolem několika otázek, týkajících se biblických příběhů a Bryanových přesvědčení a vyústila v to, že Bryan obvinil Darrowa, že využívá soud ke „špinění Bible“, zatímco Darrow označil Bryanova tvrzení o Bibli za „pošetilá“ a „urážlivá pro každého člověka vědy a vzdělání na světě, který nevěří vašemu bláznivému náboženství“.
V průběhu této dvouhodinové konfrontace zaznělo několik klasických otázek či přímo vtipů, zpochybňujících doslovnost Bible, např.: „Pokud byla první žena Eva skutečně vytvořena z Adamova žebra, kde vzal jejich syn Kain svoji ženu?“ nebo „Když se v Bibli píše, že Joshua zastavil Slunce, věříte, že Slunce obíhá kolem Země?“ či „Ryby se při potopě světa také utopily?“ 
Nakonec Darrow nachytal Bryana otázkou: „Jestliže Bůh stvořil Slunce až čtvrtý den, jak dlouho trval den třetí?“ Bryan připustil, že takový „den“ mohl trvat třeba méně hodin, nebo více hodin, pokud Bůh chtěl, čímž však byl nakonec nucen připustit, že mohl trvat i milion hodin či milion let, a jak dodal Darrow: „nebo mohl trvat 80 milionů let!“ (tj. doba, na kterou se tehdy odhadovala evoluce života na Zemi). Tudíž Bryan připustil, že nemuselo jít o den v našem slova smyslu, ale jen o jednu z jakýchsi šesti „period“ stvoření – což ovšem popírá jeho požadavek na doslovný výklad Bible.
Bryanova výpověď by pravděpodobně pokračovala i další den, ale poté, co se Bryan do svých odpovědí čím dál tím více zamotával, soudce ji opět prohlásil za irelevantní a nařídil vyškrtnout ze záznamu. Tím ovšem ztratil Bryan příležitost předvolat ke konfrontaci Darrowa.

### Rozsudek
Když soudce odmítl i poslední pokus obhajoby o předložení důkazů, Darrow rovnou požádal porotu o vynesení verdiktu s tím, že když jsou u tohoto soudu jeho důkazy odmítány, musí jít celý proces tak jako tak k vyšší instanci, kde se bude ze všeho nejdříve řešit, zda jsou či nejsou přípustné.
Darrow se vzdal i práva na závěrečnou řeč, což podle práva státu Tennessee znamenalo, že ji nemohla pronést ani obžaloba.
Sám Scopes v průběhu procesu vůbec nevypovídal.
Po osmi dnech procesu trvalo porotě rozhodnutí jenom devět minut. 21. července 1925 byl Scopes porotou shledán vinným, ovšem soudcem byl odsouzen pouze k pokutě 100 dolarů (v r. 1925 byl plat učitele v USA 80 dolarů měsíčně).
Po vynesení rozsudku Scopes dostal příležitost říci svá první a poslední slova u soudu. Prohlásil, že byl odsouzen za porušení nespravedlivého zákona, že se bude v budoucnosti chovat stejně jako v minulosti a že jakékoliv jiné jeho jednání by bylo v rozporu s jeho ideály akademické svobody, to jest: učit pravdu, což mu zaručuje Ústava Spojených států, garantující občanské a náboženské svobody.

## Odvolání k Nejvyššímu soudu v Tennessee
Odvolací soud Tennessee následně přijal všechna svědectví obhajoby, nicméně po jejich analýze prohlásil s rozsáhlým odůvodněním jednotlivých bodů, že neprokazují, že by byla Scopesovým odsouzením porušena ústava USA. Uznal za správný i postup, jímž porota shledala Scopese vinným. Shledal však formální chybu na straně soudce, který nesměl podle zákonů Tennessee uložit vyšší pokutu než 50 dolarů, čímž byl jeho rozsudek zrušen. Soudní dvůr pak vydal zcela nečekané doporučení
„Nevidíme nic, čeho by se mohlo dosáhnout prodlužováním této bizarní kauzy. Naopak si myslíme, že klid a důstojnost státu, který stíhá všechny kriminální činy za tím účelem, aby došlo k nápravě, budou nejlépe zachovány, když bude trestní stíhání s okamžitou platností ,nolle prosequi‘ (tedy zastaveno).“
Generální prokurátor okamžitě oznámil, že nebude usilovat o obnovu řízení, zatímco Scopesovi právníci komentovali ohromující rozsudek s velkým rozhořčením.

## Důsledky procesu
Někteří fundamentalisté spatřovali v rozhodnutí o Scopesově vině (byť se zrušeným rozsudkem a zastaveným stíháním) své vítězství. Fakticky to však byla jejich prohra, neboť výsledek procesu znamenal, že i pokud by nějaký soud ještě vůbec kdy podobný případ přijal a odsoudil, stačí zaplatit malou pokutu a kdokoliv může evoluci vyučovat (v USA nemůže být nikdo obžalován dvakrát za jeden čin).[zdroj?]
Přesto si fundamentalisté a později kreacionisté na základě uznání Scopesovy viny vynutili obdobné zákony ve většině dalších států USA. Jejich ostrý boj ztratil na síle až po roce 1957, kdy se s érou Sputniku a nástupem kosmonautiky změnila nálada americké veřejnosti ve prospěch podpory moderní vědy a techniky.
V roce 1968 rozhodl Nejvyšší soud Spojených států amerických v případu Epperson vs. Arkansas, že „takové zákazy, jako byl Butlerův zákon, jsou v rozporu s prvním dodatkem Ústavy Spojených států, protože jejich primárním cílem je zbožnost“. V Tennessee byl Butlerův zákon zrušen jen o rok dřív.
Počátkem 21. století se fundamentalisté a kreacionisté spíše než zákazu výuky evoluce snaží dosáhnout, aby byl kreacionismus vyučován na školách jako alternativní teorie k teorii evoluce.